# Lake Minchumina (See)
Der Lake Minchumina ist ein See in Alaska (USA).

## Geografie
Der 5053 ha große und maximal 12 m tiefe See befindet sich auf einer Höhe von 196 m am Nordwestrand der Tanana-Kuskokwim-Niederung unweit der Ausläufer der Kuskokwim Mountains. Südlich des Sees beginnt die Denali National Preserve. Die im Süden gelegene Alaskakette erhebt sich in einem Abstand von 80 km. Westlich vom See befinden sich die Snohomish Hills. Der See ist von flachen Sumpf- und Nadelwaldgebieten umgeben.

## Hydrologie
Wichtigster Zufluss ist der Foraker River, der von mehreren Gletschern der Alaskakette gespeist wird und am südöstlichen Ufer in den See mündet. Ein weiterer Zufluss ist der Deep Creek, der eine Sumpflandschaft südwestlich des Sees entwässert. Am Südostufer des Lake Minchumina verlässt der Muddy River, ein Zufluss des Tanana River, den See. Der See war in der Vergangenheit mehreren Veränderungen unterworfen. Der Wasserspiegel fiel beispielsweise infolge von Erdbeben in der Region. Der Foraker River verändert immer wieder seinen Flusslauf südlich des Sees, so dass ein Teil des sedimentreichen Flusswassers in den See strömt, während die restliche Wassermenge am See vorbei direkt in den Muddy River gelangt. Die Sedimente führen zu einer Trübung des Wassers sowie zu einer Verlandung von Seebereichen und infolgedessen zu einem Rückgang des Fischbestandes im See. In den Sommermonaten ist der Wasserspiegel des Sees aufgrund der Schnee- und Gletscherschmelze höher als im Winter. In den Wintermonaten ist die Seeoberfläche gefroren.

## Nutzung
Früher lag der See auf einer wichtigen Transportroute, die das Einzugsgebiet des Tanana River mit dem des Kuskokwim River verband. Eine etwa 10 km lange Portage-Route führte damals vom See westlich zum Oberlauf des North Fork Kuskokwim River. Am Westufer des Sees befindet sich die gleichnamige Siedlung Lake Minchumina. Dort befindet sich ein Flugplatz. Die Siedlung und der See sind nicht an das Straßennetz angebunden. Früher, als die Bevölkerung noch zum größeren Teil von der Urbevölkerung gestellt wurde, war der See ein wichtiger Bestandteil deren Subsistenzwirtschaft. Im See werden Heringsmaräne, Hecht, Quappe und die Saugkarpfenart Catostomus catostomus (englisch Longnose sucker) gefangen, die dem Eigenverzehr dienen oder an Schlittenhunde verfüttert werden.

## Namensgebung
Der Seename statt aus der Sprache der Tanana Athabasken und bedeutet „klarer See“. Berichtet wurde er von Lieutenant J. S. Herron im Jahr 1899.